# Ruuhijärvi (sjö i Lappland, lat 66,82, long 25,10)
Ruuhijärvi är en sjö i Finland. Den ligger i kommunen Rovaniemi i landskapet Lappland, i den norra delen av landet, 700 km norr om huvudstaden Helsingfors. Ruuhijärvi ligger 192,1 meter över havet. Arean är 31,8 hektar och strandlinjen är 3,56 kilometer lång. Sjön  ingår i Kemi älvs huvudavrinningsområde. 